# Veskimäe
Veskimäe är en ort i Estland. Den ligger i Abja kommun och landskapet Viljandimaa, i den södra delen av landet, 150 km söder om huvudstaden Tallinn. Veskimäe ligger 61 meter över havet och antalet invånare är 111. Den ligger vid sjön Kariste Järv.
Terrängen runt Veskimäe är platt. Runt Veskimäe är det glesbefolkat, med 10 invånare per kvadratkilometer. Närmaste större samhälle är Abja-Paluoja, 0,91 km söder om Veskimäe. I omgivningarna runt Veskimäe växer i huvudsak blandskog.